# Dibiyapur
Dibiyapur es una pueblo y nagar Panchayat situada en el distrito de Auraiya en el estado de Uttar Pradesh (India). Su población es de 27237 habitantes (2011). 

## Demografía
Según el  censo de 2011 la población de Dibiyapur era de 27237 habitantes, de los cuales 14323 eran hombres y 12914 eran mujeres. Dibiyapur tiene una tasa media de alfabetización del 90%, superior a la media nacional del 67,68%: la alfabetización masculina es del 82,8%, y la alfabetización femenina del 76,8%.